# Paladini
Paladini is een plaats in de gemeente Buzet in de Kroatische provincie Istrië. De plaats telt 58 inwoners (2001).